# Les Films Copernic
Les Films Copernic est une entreprise française, à la fois société de production et société de distribution de films.
Fondée par Maurice Jacquin, la Compagnie marocaine cinématographique et commerciale (COMACICO) commence en important des films européens en Afrique, ce qui explique le choix d'un éléphant pour emblème,,,,,. Restructurée en 1959, la société se focalise sur la distribution de films en France. Un an plus tard, le distributeur Maurice Jacquin décide de diversifier ses activités et se lance dans la production de films en fondant la société Les Films Copernic, dirigée par son gendre Raymond Danon.

## Films produits et/ou distribués
- 1962 : La Fayette de Jean Dréville
- 1963 : Maigret voit rouge de Gilles Grangier
- 1964 : Faites sauter la banque de Jean Girault
- 1964 : Monsieur de Jean-Paul Le Chanois
- 1964 : La Mort d'un tueur, de Robert Hossein
- 1964 : Les Durs à cuire, de Jack Pinoteau
- 1965 : Le Cocu magnifique d'Antonio Pietrangeli
- 1965 : Le Tonnerre de Dieu de Denys de La Patellière
- 1966 : Du rififi à Paname  de Denys de La Patellière
- 1966 : Monsieur le Président-directeur général de Jean Girault
- 1967 : Lamiel de Jean Aurel
- 1967 : Les Grandes Vacances de Jean Girault
- 1967 : Le Soleil des voyous de Jean Delannoy
- 1967 : J'ai tué Raspoutine de Robert Hossein
- 1968 : Le Tatoué de  Denys de La Patellière
- 1968 : Le Petit Baigneur de Robert Dhéry
- 1968 : La Blonde de Pékin de Nicolas Gessner
- 1968 : L'Homme à la Buick de Gilles Grangier
- 1969 : Une veuve en or de Michel Audiard
- 1969 : Une corde, un Colt... de Robert Hossein
- 1969 : La Peau de Torpédo de Jean Delannoy
- 1971 : La Grande Maffia de Philippe Clair

## FilmsComacico
- 1961 : Les Livreurs de Jean Girault
- 1962 : La Fayette de Jean Dréville
- 1962 : La Chambre ardente de Julien Duvivier
- 1962 : Nous irons à Deauville de Francis Rigaud
- 1963 : Tempête sur Ceylan (Das Todesauge von Ceylon) de Gerd Oswald
- 1963 : Pouic-Pouic de Jean Girault
- 1964 : Aimez-vous les femmes ? de Jean Léon
- 1966 : Du rififi à Paname  de Denys de La Patellière
- 1966 : Le Voyage du père de Denys de La Patellière
- 1968 : L'Homme à la Buick de Gilles Grangier
- 1969 : Le Lis de mer de Jacqueline Audry
- 1969 : La Peau de Torpédo de Jean Delannoy
- 1971 : L'Âne de Zigliara de Jean Canolle
- 1971 : Sur un arbre perché de Serge Korber
- 1971 : La Grande Maffia de Philippe Clair
- 1971 : Le Chat de Pierre Granier-Deferre
- 1971 : Le Juge de Jean Girault et Federico Chentrens
- 1972 : Le Moine d'Ado Kyrou
- 1974 : Borsalino and Co. de Jacques Deray